# Південний автовокзал (Кишинів)
Південний вокзал Кишинева — один із трьох автовокзалів муніципії Кишинів, розташований на південно-західній околиці центрального району столиці, на вулиці Шосеауа Хінчешті, 145. Автостанція обслуговує як внутрішні пасажирські перевезення з Республіки Молдова, так і ряд міжнародних напрямків (Румунія, Болгарія, Греція, Німеччина, Україна тощо).).

## Історія
Південний вокзал був побудований на Котовському шосе (нинішня дорога Хінчешті) у 1982 році, на південній околиці міста. У той період виникла потреба в зменшенні пасажиропотоку на Центральному вокзалі, внаслідок чого більшість маршрутів до міст півдня Молдови, а також до деяких міст півдня України (Вилкове, Рені, Ізмаїл та ін.) були переведені на Південний вокзал.
У 2000-х роках значна кількість міжнародних маршрутів (Південна та Західна Європа) були перенесені на Південний вокзал.